# Galovany
Galovany (in ungherese Gálfalu) è un comune della Slovacchia facente parte del distretto di Liptovský Mikuláš, nella regione di Žilina.
All'interno del territorio comunale si trova il paese sommerso di Paludza, di cui Galovany è stato una frazione fino al 1948.